# Мартин Казановський

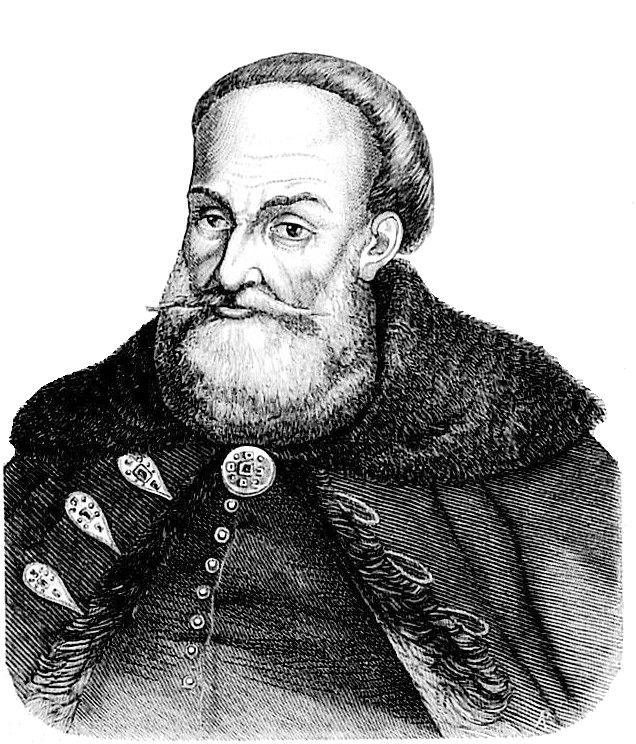
Марцін (Мартин) Казановський

Марцін (Мартин) Казановський (пол. Marcin Kazanowski; 1563 — 28 березня / 19 жовтня 1636, Кам'янець) — польський державний і військовий діяч з роду Казановських, польний гетьман коронний (1633—1636), учасник московсько-польської війни в Смутні часи в 1618 році, війн Речі Посполитої зі Швецією, Туреччиною, Молдавією.
Тесть Миколая Потоцького-«Ведмежої лаби».

## Біографія

Герб Гржимала

Народився 1563 року, був сином віленського старости Миколая Казановського (пом. 1639) і його дружини Катажини Кориціньської. 
У 1608 році — ротмістр королівський. Мав хвацьку вдачу — великий гетьман литовський Ян Кароль Ходкевич одного разу на очах усього війська запустив у нього булавою. Був послом короля Сиґізмунда III Вази до польських воєначальників Лжедмітрія II. Командував одним із полків, розквартированих в Москві. У 1617—1618 роках мав посаду реґіментаря, брав участь в поході королевича Владислава на Москву. Навесні 1618 р. під чолі 6-тисячного війська взяв Стародуб. У 1620 році брав участь у битві під Цецорою, де невелике польське військо було повністю розгромлене турецько-татарською армією. Потрапив у полон, незабаром за викуп був звільний.
У 1622 році був призначений галицьким каштеляном. Перебуваючи на цій посаді, був призначений королем одним з комісарів для укладення Куруківської угоди, серед яких був обраним для перевірки прав та складання реєстру козацького війська. У 1628 р. став королівським полковником, у 1629 р. під командуванням польного гетьмана коронного Станіслава Конєцпольського бився зі шведською армією в битві під Ґужном.
У 1632 р. був призначений воєводою подільським. У 1633 році: став старостою звенигородським; як польний гетьман коронний брав участь в смоленській кампанії нового польського короля Владислава IV Вази; разом з київським воєводою Янушем Тишкевичем надав гроші для будівництва костелу Внебовзяття Пресвятої Діви Марії та монастиря в Теребовли. У 1634 році був одним з королівських комісарів на мирних переговорах і підписанні Поляновського мирного договору з Московською державою. 1624 р. ченці ордену кармелітів босих, запрошені до Більшівців власником — гетьманом Марціном Казановським (від 1617 р.) — збудували дерев'яний костел, монастир.
Був похований у костелі кармелітів у Більшівцях разом з дружиною. Був його «пам'ятник» у Кам'янці.

### Посади
- Каштелян галицький (з 1622 р.),
- Староста богуславський (1622),
- Староста тлумацький (1627),
- Староста звенигородський (1628/1633),
- Староста предборський і ніжинський (1634),
- Польний гетьман коронний (1633),
- воєвода подільський (1633)
- Чернігівський воєвода (1635—1652).

### Родина
Був одружений з Катажиною Стажицькою. Діти:
- Ельжбета, з 1642 року — дружина великого гетьмана коронного, каштеляна краківського Миколая Потоцького-«Ведмежої лаби»
- Адам Казановський (пом. 1648) — великий обозний коронний (1647)
- Александер Домінік Казановський (помер бл. 1648) — польний писар коронний (1637), воєвода брацлавський (1646—1648), староста богуславський, звенигородський.